# Dick Tracy
|  | No s'ha de confondre amb Dick Tracy (pel·lícula). |

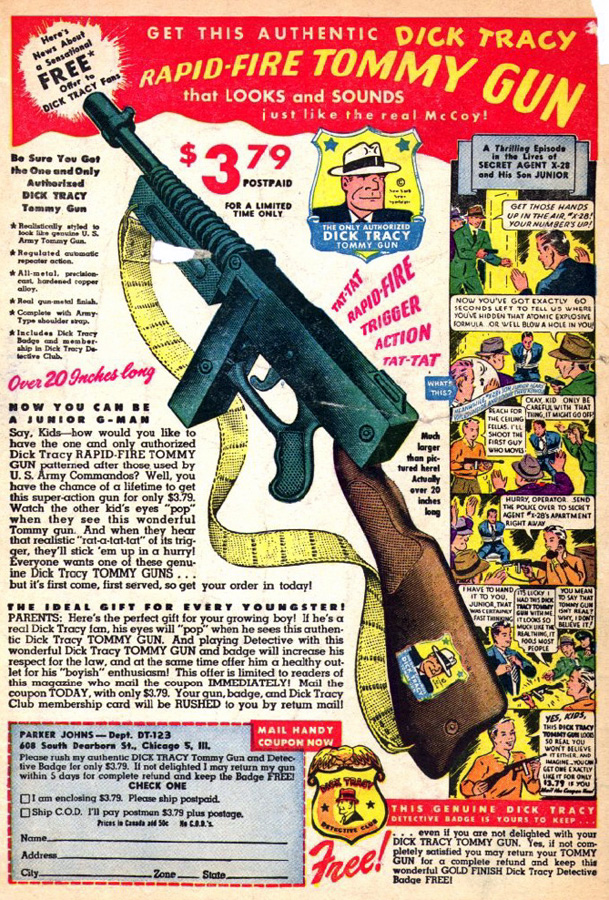
Dick Tracy en un cartell de 1947

Dick Tracy és una daily strip o tira de còmic protagonitzada pel detectiu Dick Tracy. Va ser creat per Chester Gould, i es va començar a publicar el 4 d'octubre de 1931, al diari Detroit Mirror. Va ser distribuït per Chicago Tribune New York News Syndicate. Gould dibuixava el personatge i escrivia els guions fins a l'any 1977.
Chester Gould, va compensar un dibuix molt pobre, amb unes històries molt realistes, en els seus inicis no varen faltar les crítiques d'alguns sectors per l'enorme brutalitat i violència de les seves pàgines, una violència que reflectia l'època dels gàngsters de Chicago de la dècada del 1930. Gould va fer tot el possible per mantenir-se al dia amb les últimes tècniques de lluita contra el crim, mentre que Tracy acabava sovint un cas amb un tiroteig, al mateix temps, utilitzava els aparells més avançats de la ciència forense, per perseguir els dolents. Aquest còmic va ser un exemple primerenc del procediment policial en el còmic de Sèrie negra.

## Creació i trajectòria editorial
A la dècada dels anys vint i trenta, als Estats Units d'Amèrica, hi va haver un fort increment dels gàngsters i del crim organitzat, a aquest fet hi va ajudar l'anomenada, Llei seca, que prohibia la venda i distribució d'alcohol. L'any 1931, les batusses entre les bandes de gàngsters i aquests contra la policia era un fet habitual, especialment en ciutats com Nova York o Chicago, en aquesta ciutat si publicava el diari Chicago Tribune Sindicate, va ser en aquest diari on el seu propietari va decidir de publicar-hi una tira de còmic que va batejar amb el nom de Dick Tracy, aquesta tira reflectia les batusses entre policies i delinquiments que es produïen als carrers de la seva ciutat. Es va publicar per primera vegada el 4 d'octubre de 1931. El personatge de Dick Tracy, és un policia que actua contra el crim organitzat, o de qualsevol altra mena de delinqüència. El seu creador, Chester Gould (1900-1985) va fer un policia de la ciutat de Chicago, sense cap mena d'escrúpols a l'hora d'empaitar delinqüents, siguin lladres, gàngsters o assassins, els mètodes per aconseguir-ho estan per sobre de qualsevol raonament moral o legal. Aquest plantejament en les historietes, va portar a uns nivells de violència, inclús de sadisme no vistos fins aquell moment en les tires de premsa.
Enemics de Dick Tracy: The Brow (el Cella), Flattop (Cap Pla), Mumbles (Tartamut) i Pruneface (cara de Pansa). Tots aquests noms fan una descripció força acurada dels personatges.

## Altres mitjans
Dick Tracy es va emetre per ràdio des de 1934 i també se’n van fer diverses pel·lícules, la més coneguda és la de 1990 dirigida i protagonitzada per Warren Beatty, i sèries de televisió.